# Bobby Braithwaite
Bobby Braithwaite (Belfast, 24 de febrero de 1937-East London, 14 de octubre de 2015) fue un futbolista británico que jugaba en la demarcación de delantero.

## Biografía
Con 20 años, en 1957 debutó como futbolista con el Linfield FC gracias al entrenador Jackie Milburn. Jugó en el club durante seis temporadas, haciéndose con la NIFL Premiership y la Copa de Irlanda del Norte en tres ocasiones respectivamente. En 1963, tras abandonar el club, fichó por el Middlesbrough FC, equipo en el que permaneció hasta diciembre de 1967. Debidó a una lesión que sufrió en la rodilla durante su estancia en el club, hizo que solo jugara 71 partidos y anotase doce goles. Al dejar el club se fue a Sudáfrica, donde jugó con el Durban City FC, Bloemfontein Celtic FC y con el East London United FC, donde se retiró en 1974.
Falleció el 14 de octubre de 2015 en su casa de East London a los 78 años de edad.

## Selección nacional
Debutó con la selección de fútbol de Irlanda del Norte el 11 de abril de 1962 en un partido en el British Home Championship contra Gales, encuentro que finalizó con derrota norirlandesa por 4-0. También formó parte de la selección en la clasificación para la Eurocopa 1964 y en la clasificación para la Copa Mundial de Fútbol de 1966. Su décimo y último partido con el combinado nacional se celebró el 7 de abril de 1965 contra los Países Bajos.

## Clubes

### Como futbolista
| Club                   | País              | Año         | Partidos | Goles |
| ---------------------- | ----------------- | ----------- | -------- | ----- |
| Linfield FC            | Irlanda del Norte | 1957 - 1963 | 274      | 69    |
| Middlesbrough FC       | Inglaterra        | 1963 - 1967 | 71       | 12    |
| Durban City FC         | Sudáfrica         | 1967 - 1968 | 36       | 3     |
| Bloemfontein Celtic FC | Sudáfrica         | 1968 - 1971 |          |       |
| East London United FC  | Sudáfrica         | 1971 - 1974 |          |       |

## Palmarés

### Campeonatos nacionales
| Título                    | Club        | País              | Año  |
| ------------------------- | ----------- | ----------------- | ---- |
| NIFL Premiership          | Linfield FC | Irlanda del Norte | 1959 |
| NIFL Premiership          | Linfield FC | Irlanda del Norte | 1961 |
| NIFL Premiership          | Linfield FC | Irlanda del Norte | 1962 |
| Copa de Irlanda del Norte | Linfield FC | Irlanda del Norte | 1960 |
| Copa de Irlanda del Norte | Linfield FC | Irlanda del Norte | 1962 |
| Copa de Irlanda del Norte | Linfield FC | Irlanda del Norte | 1963 |